# Florian Ayé
Florian Ayé (Parigi, 19 gennaio 1997) è un calciatore francese di origine beninese, attaccante del Servette.

## Caratteristiche tecniche
È un attaccante longilineo che gioca prevalentemente come prima punta.

## Carriera

### Club

#### Inizi
Cresciuto calcisticamente nelle giovanili dell’Auxerre, debutta in prima squadra il 7 agosto del 2015 nella partita pareggiata 0-0 in trasferta contro il Valenciennes. Il 29 aprile del 2016 entra in campo sul finale di match, nella gara giocata in trasferta contro il Sochaux, dove nei minuti di recupero realizza anche la rete decisiva della vittoria, siglando il 3-2 per la sua squadra. In tre stagioni con la maglia dell'Auxerre gioca 58 partite, segnando 6 reti.
Nell'estate del 2018 passa al Clermont Foot. Il 15 marzo 2019, durante la 29ª giornata di Ligue 2 2018-2019, il giovane attaccante transalpino realizza una tripletta nel match vinto per 4-0 sul campo del Red Star. Nel campionato 2018/2019 conclude la sua stagione, realizzando globalmente 18 reti in 42 incontri con la maglia del Clermont Foot.

#### Brescia
Il 5 luglio 2019 viene acquistato a titolo definitivo dal Brescia per 2 milioni e mezzo di euro, firmando un contratto triennale. Debutta nel campionato italiano il 25 agosto, partendo titolare nel match vinto per 1-0 sul campo del Cagliari.. Il 21 ottobre gioca da titolare Brescia-Fiorentina (0-0), riuscendo a segnare quello che poteva essere il primo gol in Italia, poi annullato a causa di un tocco di mano di Tonali all'inizio dell'azione. Totalizza 22 presenze senza andare mai a segno nel campionato concluso con la retrocessione in serie B del club lombardo. 
Confermato per la stagione 2020-2021 nel campionato cadetto, segna il suo primo gol con le Rondinelle in occasione del successo per 3-0 sul Lecce del 16 ottobre 2020, mettendo a segno la terza rete dell'incontro. Il 6 febbraio mette a segno la sua prima doppietta al Brescia nella gara interna con il Cittadella (3-3). Il 6 marzo 2021 nella gara esterna contro il Venezia va a segno per la settima gara consecutiva con la maglia delle rondinelle, diventando l'unico giocatore nella storia del club a riuscire in tale impresa. Il 7 maggio 2021, nella partita casalinga contro il Pisa, vinta per 4-3, realizza la sua prima tripletta in Italia. Chiude la seconda stagione a Brescia con 17 reti messe a segno, delle quali 16 in Serie B, che ne fanno la migliore in assoluto con la maglia delle Rondinelle.
Nella stagione successiva, dopo aver giocato pochissimo a inizio stagione a causa di problemi fisici, trova i primi gol il 15 gennaio 2022, con una doppietta nel successo esterno ai danni della Reggina (0-2). Nel turno preliminare dei Play off, giocato con il Perugia, ai supplementari segnerà il gol del secondo pareggio nella sfida terminata per 3-2. Chiuderà lo stesso con 5 gol totali la sua terza stagione con le Rondinelle. Nella stagione successiva ritrova la titolarità. Il 19 maggio, all'ultima di campionato è suo il gol del 2-2 finale ai danni del Palermo, che consente al Brescia di giocarsi i Play out, poi persi con il Cosenza. Chiude la sua quarta e ultima stagione con la maglia delle Rondinelle con 8 reti, in totale a Brescia ha segnato 31 reti, che ne fanno il miglior marcatore straniero della storia del club.

#### Ritorno all'Auxerre e Servette
Il 31 luglio 2023 fa ritorno all’Auxerre. L'esordio-bis avviene il 5 agosto, quando nella sfida di Ligue 2 vinta contro il Valenciennes (1-4) al 71' sostituisce Ousmane Camara. Il ritorno al gol è datato al 2 settembre, quando mette a segno una doppietta nel successo esterno sul Bordeaux (2-4).
L'8 agosto 2025 si trasferisce a titolo definitivo in Svizzera al Servette, militante in Super League.

### Nazionale
Compie tutta la trafila delle nazionali giovanili francesi, militando nell'Under-16 Under-18 Under-19 e Under-20 francese.

## Statistiche

### Presenze e reti nei club
Statistiche aggiornate all'8 agosto 2025.
| Stagione         | Squadra          | Campionato       | Campionato | Campionato | Coppe nazionali | Coppe nazionali | Coppe nazionali | Coppe continentali | Coppe continentali | Coppe continentali | Altre coppe | Altre coppe | Altre coppe | Totale | Totale |
| Stagione         | Squadra          | Comp             | Pres       | Reti       | Comp            | Pres            | Reti            | Comp               | Pres               | Reti               | Comp        | Pres        | Reti        | Pres   | Reti   |
| ---------------- | ---------------- | ---------------- | ---------- | ---------- | --------------- | --------------- | --------------- | ------------------ | ------------------ | ------------------ | ----------- | ----------- | ----------- | ------ | ------ |
| 2014-2015        | Auxerre 2        | CFA2             | 9          | 2          | -               | -               | -               | -                  | -                  | -                  | -           | -           | -           | 9      | 2      |
| 2015-2016        | Auxerre 2        | CFA              | 17         | 4          | -               | -               | -               | -                  | -                  | -                  | -           | -           | -           | 17     | 4      |
| 2016-2017        | Auxerre 2        | CFA              | 14         | 11         | -               | -               | -               | -                  | -                  | -                  | -           | -           | -           | 14     | 11     |
| 2017-2018        | Auxerre 2        | N3               | 8          | 5          | -               | -               | -               | -                  | -                  | -                  | -           | -           | -           | 8      | 5      |
| Totale Auxerre B | Totale Auxerre B | Totale Auxerre B | 48         | 22         |                 | -               | -               |                    | -                  | -                  |             | -           | -           | 48     | 22     |
| 2015-2016        | Auxerre          | L2               | 8          | 1          | CF+CdL          | 0+1             | 0               | -                  | -                  | -                  | -           | -           | -           | 9      | 1      |
| 2016-2017        | Auxerre          | L2               | 20         | 0          | CF+CdL          | 2+2             | 0               | -                  | -                  | -                  | -           | -           | -           | 24     | 0      |
| 2017-2018        | Auxerre          | L2               | 20         | 2          | CF+CdL          | 4+1             | 2+1             | -                  | -                  | -                  | -           | -           | -           | 25     | 5      |
| 2018-2019        | Clermont Foot    | L2               | 38         | 18         | CF+CdL          | 3+0             | 1+0             | -                  | -                  | -                  | -           | -           | -           | 41     | 19     |
| 2019-2020        | Brescia          | A                | 22         | 0          | CI              | 1               | 0               | -                  | -                  | -                  | -           | -           | -           | 23     | 0      |
| 2020-2021        | Brescia          | B                | 37+1       | 16+0       | CI              | 1               | 1               | -                  | -                  | -                  | -           | -           | -           | 38     | 17     |
| 2021-2022        | Brescia          | B                | 19+1       | 4+1        | CI              | 1               | 0               | -                  | -                  | -                  | -           | -           | -           | 21     | 5      |
| 2022-2023        | Brescia          | B                | 37+2       | 8+0        | CI              | 1               | 1               | -                  | -                  | -                  | -           | -           | -           | 40     | 9      |
| Totale Brescia   | Totale Brescia   | Totale Brescia   | 115+4      | 28+1       |                 | 4               | 2               |                    | -                  | -                  |             | -           | -           | 123    | 31     |
| 2023-2024        | Auxerre          | L2               | 35         | 10         | CF              | 3               | 2               | -                  | -                  | -                  | -           | -           | -           | 38     | 12     |
| 2024-2025        | Auxerre          | L1               | 26         | 2          | CF              | 1               | 0               | -                  | -                  | -                  | -           | -           | -           | 27     | 2      |
| Totale Auxerre   | Totale Auxerre   | Totale Auxerre   | 109        | 15         |                 | 14              | 5               |                    | -                  | -                  |             | -           | -           | 123    | 20     |
| 2025-2026        | Servette         | SL               | -          | -          | CS              | -               | -               | UEL                | -                  | -                  | -           | -           | -           | -      | -      |
| Totale carriera  | Totale carriera  | Totale carriera  | 310+4      | 83+1       |                 | 21              | 8               |                    | -                  | -                  |             | -           | -           | 335    | 92     |

## Palmarès

### Club

#### Competizioni nazionali
- Campionato francese di seconda divisione: 1

Auxerre: 2023-2024

### Nazionale
- Campionato d'Europa Under-19: 1

2016